# Sumitomo Metal Industries
Sumitomo Metal Industries, Ltd. — японская компания чёрной металлургии. Основными направлениями работы компании являются производство листового металла и стальных труб, в том числе большого диаметра. Штаб-квартира компании располагается в Осаке, Япония. Входит в кэйрэцу Sumitomo. В 2012 году объединилась с Nippon Steel, образовав Nippon Steel & Sumitomo Metal Corporation, вторую крупнейшую сталелитейную компанию в мире после ArcelorMittal.

## История
История компании начинается в 1897 году с создания в Осаке медеплавильного завода. В 1901 году также в Осаке было открыто сталеплавильное производство.
В 1912 году на медном заводе было производство стальных труб. Данное предприятие было первым в Японии, наладившим выпуск холоднокатанных стальных бесшовных труб. В 1935 году производство меди выводится в отдельную структуру. 
В 1945 году Sumitomo Metal Industries, Ltd. переименовано в Fuso Metal Industries, Ltd.
С 1949 года компания выходит на фондовые биржи Токио, Осаки и Нагои. 
В 1952 году компании возвращается прежнее имя — Sumitomo Metal Industries, Ltd.
В 50-60-х годах компания создаёт ряд дочерних предприятий для выпуска непрофильной продукции: листовая медь и алюминий, авиазапчасти, также создаётся обособленное инженерное подразделение (1977 год). 
В 1993 году компания объединяется с Nippon Stainless Steel Co., Ltd. В 1998 году происходит объединение с Sumitomo Sitix Corporation. 
В 2003 году создаётся совместное предприятие с Nippon Steel. 
В июне 2007 года компания запускает собственую ТЭЦ. Мощность станции составила 507000 кВт, инвестиции — 57 млрд японских иен.

## Деятельность
Ассортимент продукции за время существования компании существенно расширился: стальной лист, различные металлоконструкции, стальные трубы, провода, штампованные детали для автомобильного и железнодорожного транспорта, стальные заготовки и слябы, чугун, титановые изделия; различные электронные модули; аренда и продажа недвижимости; испытания материалов и изделий; инжиниринг.
В 2007 году производство чугуна составило 13,3 млн тонн, сырой стали — 13,6 млн тонн.
Основным поставщиком сырья для компании является Австралия (64,1% железной руды и 71,9% угля).

## Загрязнение окружающей среды
Чёрная металлургия традиционно считается экологически «грязной» отраслью экономики. В 2007 году суммарные выбросы CO2 компанией составили 26,6 т. Для сравнения в 1990 году выбросы CO2 составляли 27,6 т. Однако, если вести расчёт выбросов CO2 на миллион тонн выплавленной сырой стали, то они сократились за тот же период с 2,44 до 1,45 т.
Компания перерабатывает 98% отходов производства.

## Собственники
Основные акционеры компании:
- Sumitomo Corporation — 9,88%
- Nippon Steel Corporation — 9,74%
- Japan Trustee Services Bank, Ltd. — 4,31%
- The Master Trust Bank of Japan, Ltd. — 3,35%
- Kobe Steel, Ltd. — 2,43%
- Sumitomo Mitsui Banking Corporation — 1,95%
- Nippon Life Insurance Company — 1,92%
- Mitsui Sumitomo Insurance Co., Ltd. — 1,47%
- The Sumitomo Trust & Banking Co., Ltd. — 1,29%
- Sumitomo Life Insurance Company — 1,11%